# Mediedrev
Mediedrev är ett begrepp som beskriver hur medier, i likhet med ett drev, under en tid driver en informell gemensam bevakning och i praktiken samverkar i utvecklingen av främst politiska skandaler. 
Inom forskningen används termen medieskandal och avser då en granskning övergår till att journalistiken beskriver det som har hänt på ett likartat sätt och att det råder konsensus kring att någon har agerat moraliskt felaktigt. Kritiken förflyttas successivt från den granskandes professionella handlande till att alltmer handla om bristande personlig karaktär. Det finns också en förväntan på fördömanden.
En använd synonym är mediarättegång (engelska trial by media) där en persons anseende som mediebevakning får genom att skapa en vida spridd uppfattning om skuld eller oskuld. Det kan ske både före och efter att en dom avkunnats av en domstol. Detta uttrycket populariserades sent 1900-tal och tidigt 2000-tal. Den första användningen var frasen "Trial by Television" efter att värden för det brittiska TV-programmet The Frost Programme, David Frost, hade intervjuat den lankesiske bedragaren Emil Savundra. TV-bolagets ledning blev oroade att det skulle påverka Savundras rätt till en rättvis prövning i domstol.

## Mediedrev i Sverige
I en rapport från stiftelsen Institutet för mediestudier, som beskriver två politiska mediedrev i Sverige (Rainer-affären år 1983 och Freivalds-affären år 2000), liknas mediernas agerande under ett mediedrev med "drevkarlar vid jakten som går i grupp åt samma håll och med samma mål (att få bytet fällt)". Det kan kontrasteras mot principen konsekvensneutralitet som vissa medier i Sverige själva uppger att de tillämpar  i sin redaktionella vardag. Enligt samma rapport kännetecknas mediedrevet av att flera medier uppmärksammar affären, att rapporteringen är omfattande och att medierna beskriver frågan på ett likartat sätt vad gäller till exempel aspekter och infallsvinklar. Mediedreven bygger vanligen på kritik mot hur en makthavare har uppträtt och utnyttjat sin maktposition på ett otillbörligt sätt. En vanlig beståndsdel i ett mediadrev är att journalister "häckar" utanför den bevakades bostad eller arbetsplats.
Aftonbladets chefredaktör Jan Helin har skrivit att ett drev kan kännetecknas av goda egenskaper som "jakt på felaktigheter och polarisering som driver fram en klarhet", men även mindre goda egenskaper som att "smått blir stort och den mänskliga aspekten att stå ensam mot en enad hord som inte riskerar något".
Mediedrev mot politiker kan leda till att den som kritiseras avgår. Många vittnar om att de har påverkats starkt av att ha blivit utsatta för mediernas granskning. Ulrica Schenström, som var nära medarbetare till den svenske statsministern Fredrik Reinfeldt, och som avgick efter ett mediedrev år 2007, har sagt "Alla som har gått igenom ett sådant här mediedrev och dessutom överlevt vet att man förändras." Cecilia Stegö Chilò, som avgick ur den svenska regeringen efter en mediegranskning år 2006, har sagt att "det fanns stunder när jag tyckte att det var rätt obehagligt. Det är någon slags medeltida mobbstämning som tränger fram hos vanliga hyggliga svenskar när sånt här händer."
Begreppet mediedrev, dess egenskaper och konsekvenser, har beskrivits i flera böcker, bland andra Mediedrev. Så överlever du av Fredrik Runsiö och Karl-Ola Nilsson, Drevet går. Om mediernas hetsjakt av journalisten Anders Pihlblad som själv blev utsatt för ett mediedrev i samband med affären kring Ulrika Schenström, samt Skandalenes markedsplass. Politikk, moral og mediedrev, sammanställd av Sigurd Allern och Ester Pollack.
Journalisten Erik Fichtelius vänder sig mot uttrycket "drev" och skriver i boken Vad är en nyhet att jaktmetaforen är olycklig och felaktig ur ett journalistiskt perspektiv. "Det finns ingen samordning och det bör inte finnas någon avsikt att fälla ett offer". Han anser att journalister inte ska jaga "för att döda", men rapportera det som är sant och relevant.